# 普莱费尔陨击坑
普莱费尔陨击坑(Playfair)是火星南海区的一座撞击坑，其中心坐标位于南纬78.1度、西经126.2度，直径64.2公里（39.9英里），它的名称取自苏格兰地理学家暨数学家约翰·普莱费尔，1973年被国际天文学联合会行星系统命名工作组批准接受。

## 图像
该照片拍摄于火星春季，当时气温正在上升。冬天积聚的大量霜冻，在春天温度上升时，会消失在火星稀薄的大气层中，留下深色的地面。融霜过程发生时，表面似乎覆盖着黑色斑点。
在下面图像中可看到黑色斑。

火星勘测轨道飞行器背景相机拍摄的普莱费尔陨击坑，黑色斑点是霜冻消失之处。
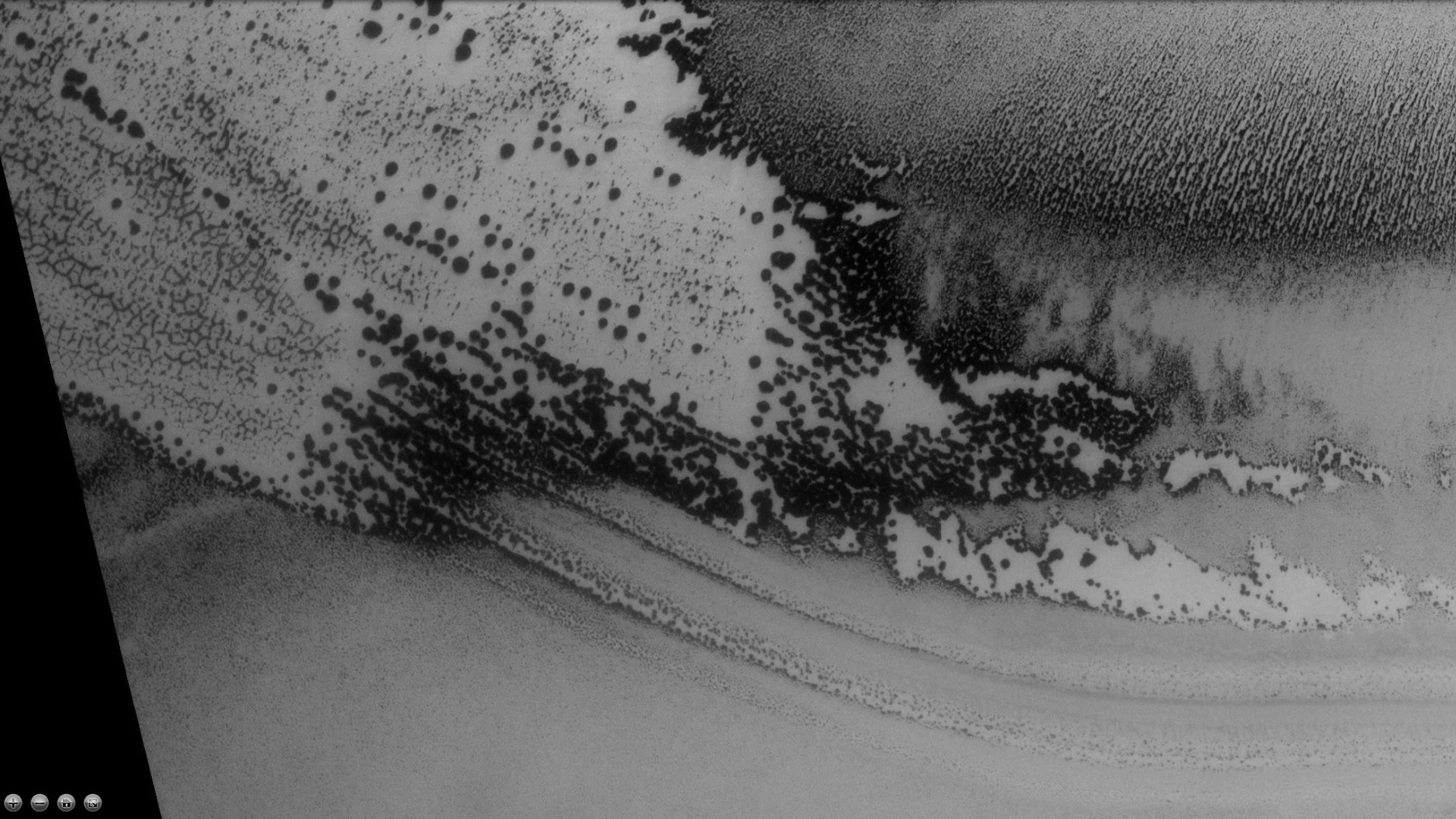
火星勘测轨道飞行器背景相机显示了正在解冻的陨击坑，黑色区域是霜冻消失的地方，因此显示出黑暗的地面。注：这是前一幅普莱费尔陨击坑图像的放大版。

## 另请查看
- 火星撞击坑